# サン＝ジュリアン＝シャトゥイユ
サン＝ジュリアン＝シャトゥイユ （Saint-Julien-Chapteuil)は、フランス、オーヴェルニュ＝ローヌ＝アルプ地域圏、オート＝ロワール県のコミューン。

## 地理

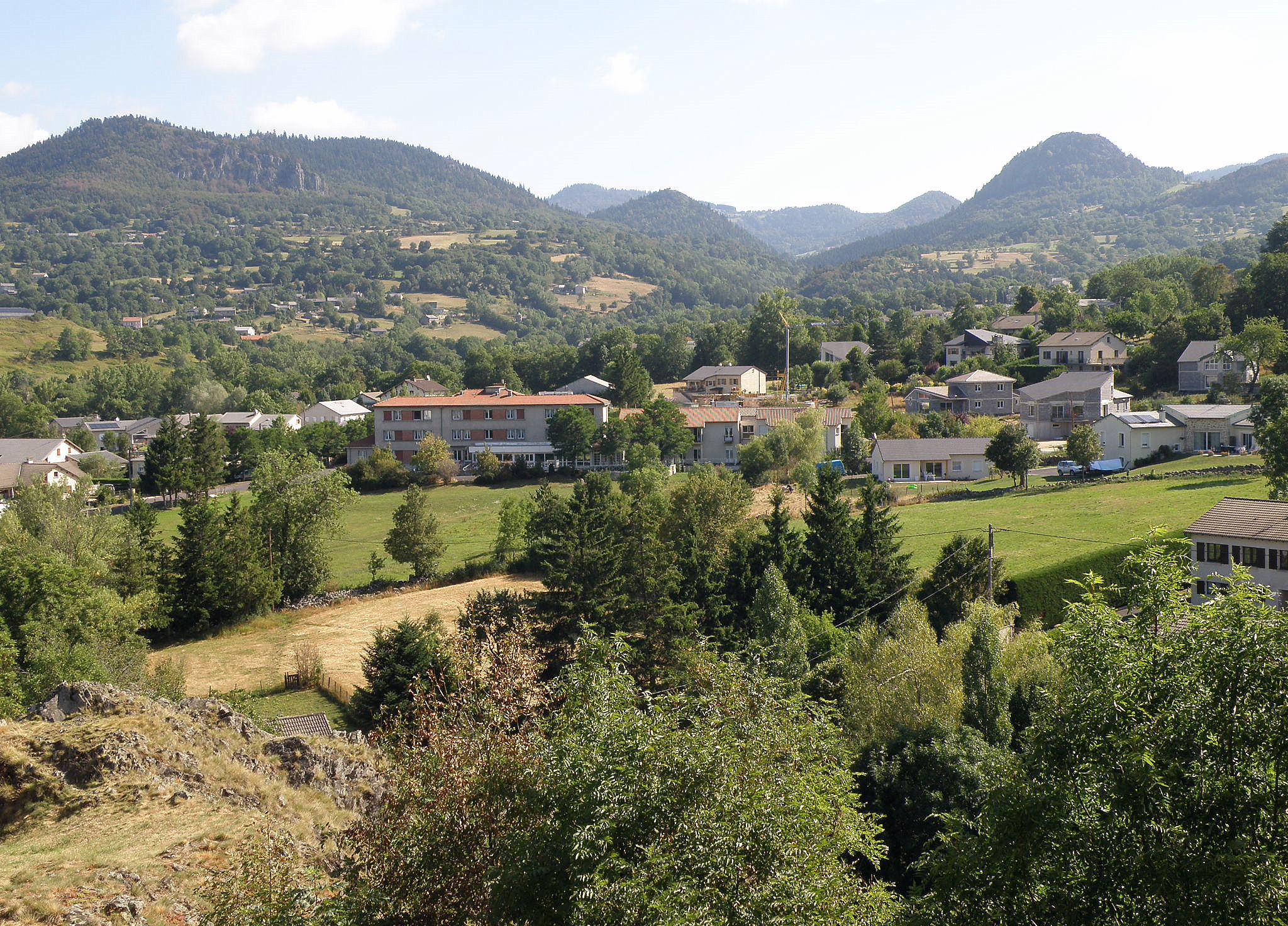
サン＝ジュリアン＝シャトゥイユとシュク

中山間地にあるコミューンで、標高1000mを超える山であるシュク（suc）が面積内に点在し、そこはメイガル山地の一部となっている。

## 歴史
サン＝ジュリアンの集落は11世紀終わりにできた小修道院の周りで成長した。この小修道院はベネディクト会派の聖職者たちによってつくられ、ラ・シェーズ＝デュー出身者がシャトゥイユの領主となった。
1733年、ジャン・ピエール・ド・シュレルがサン＝ジュリアンの封土を獲得し、彼の家系がフランス革命まで領地を保持し続けた。1790年にコミューンになり、1794年にサン＝ジュリアンとシャトゥイユが合併した。
国民公会時代のコミューン名は、モン＝メガル（Mont-Mégal）であった。

## 人口統計
| 1962年 | 1968年 | 1975年 | 1982年 | 1990年 | 1999年 | 2006年 | 2012年 |
| ------ | ------ | ------ | ------ | ------ | ------ | ------ | ------ |
| 1762   | 1646   | 1499   | 1569   | 1664   | 1804   | 1877   | 1873   |

source=1999年までLdh/EHESS/Cassini、2004年以降INSEE

## 史跡
- サン＝ジュリアン教会 - ロマネスク様式。

|  |  |  |  |

## 出身人物
- ジュール・ロマン - 作家